# La Cuchilla, Hidalgo
La Cuchilla är en ort i Mexiko.   Den ligger i kommunen San Felipe Orizatlán och delstaten Hidalgo, i den sydöstra delen av landet, 220 km norr om huvudstaden Mexico City. La Cuchilla ligger 141 meter över havet och antalet invånare är 166.
Terrängen runt La Cuchilla är huvudsakligen platt, men söderut är den kuperad. Terrängen runt La Cuchilla sluttar österut. Runt La Cuchilla är det ganska tätbefolkat, med 96 invånare per kvadratkilometer. Närmaste större samhälle är Tampacan, 18,8 km väster om La Cuchilla. Omgivningarna runt La Cuchilla är en mosaik av jordbruksmark och naturlig växtlighet.